# Johan Peter Paludan
Johan Peter Bull Paludan (født 29. november 1944) er en dansk fremtidsforsker og direktør for Instituttet for Fremtidsforskning.
Paludan har en kandidatuddannelse i statskundskab fra Aarhus Universitet i 1975. Efterfølgende tog han pædagogikum ved Vordingborg Gymnasium og var derefter gymnasielærer ved St. Jørgens Gymnasium, indtil han i 1976 blev ansat som forskningsassistent ved Instituttet for Fremtidsforskning. I 1989 blev han forskningschef samme sted, og i 2001 direktør. Han har beskæftiget sig med mange former for fremtidsforskning; i de senere år med fokus på sociale forhold, uddannelse og arbejdsmarked. Han er hyppigt anvendt foredragsholder, kommentator og skribent.
Han blev i 2007 medlem af Beskæftigelsesministeriets Seniortænketank.